# Анаран
Анаран (англ. Anaran) — нефтяной блок и одноимённый проект в Иране. Расположен на юго-западе страны. Залежи нефти расположены на глубине 4,4-4,8 км.
Начальные запасы нефти 1,1 млрд баррелей или 159 млн тонн.
Нефтеносность связана с отложениям юрского возраста.
В 2005 году на блоке Анаран по итогам бурения разведочной скважины открыто крупное нефтяное месторождение Азар. Позднее также было открыто месторождение Шангуле. Всего на блоке Анаран выявлены 4 перспективные структуры: Азар, Шангуле, Западный Дехлоран и Мусиан.
Ранее разработкой месторождения занимались российская нефтяная компания Лукойл (20 %) и норвежская нефтяная компания StatoilHydro (80 %). Однако 22 марта 2011 года Лукойл официально подтвердил свой выход из консорциума. Главной причиной выхода считается наличие у российской компании нефтяных активов в США и возможностью экономических санкций со стороны Соединённых Штатов Америки.